# 布拉德·布希曼
布拉德·J·布希曼（英語：Brad J. Bushman，1960年5月14日—）是一名美國心理學家，俄亥俄州立大學瑪格麗特·霍爾與羅伯特·蘭道爾·萊因哈特大眾傳播講座教授。他也兼任心理學教授。他發表了大量關於人類侵犯行為的原因和後果的文章。他的研究對淨化作用的效用提出質疑，也涉及暴力電子遊戲對侵犯行為的影響。他與羅伊·鮑邁斯特的研究表明，是自戀而不是自卑導致人們在受到侮辱後採取更具攻擊性的行為。《新聞周刊》、《CBS晚間新聞》、《20/20》和全國公共廣播電台都曾報道布希曼的研究。他也上過節目《Penn & Teller: Bullshit!》。他於1984年獲得韋伯州立學院（現為韋伯州立大學）心理學學士學位，1989年獲得密蘇里大學博士學位，並擁有三個碩士學位（心理學、統計學和中等教育）。2005年起，布希曼利用暑假在荷蘭阿姆斯特丹自由大學擔任傳播學教授。在進入俄亥俄州立大學之前，布希曼曾任密西根大學和愛荷華州立大學教授。
2013年，布希曼因有關醉酒者吸引力的研究成果獲得搞笑諾貝爾獎的心理學獎。2014年，他獲得美國心理學會頒發的媒體心理學和技術傑出終身貢獻獎。
2016年，布希曼和他的研究生喬迪·惠特克（Jodi Whitaker）合著的一篇論文被《傳播研究》撤回。撤稿是在維拉諾瓦大學心理學家帕特里克·馬基（Patrick Markey）指出論文中的一些數據存在違規之後。俄亥俄州立大學為布希曼洗脫了不法行為，但還是同意撤稿；惠特克的博士學位被撤銷。

## 外部連結
- 由Google学术搜索索引的布拉德·布希曼出版物
- Brad Bushman's faculty page （页面存档备份，存于）
- The effects of violent videos games by: Brad Bushman